# Pachyiulus silvestrii
Pachyiulus silvestrii är en mångfotingart som beskrevs av Karl Wilhelm Verhoeff 1923. Pachyiulus silvestrii ingår i släktet Pachyiulus och familjen kejsardubbelfotingar. Inga underarter finns listade i Catalogue of Life.